# Cherie DeVille

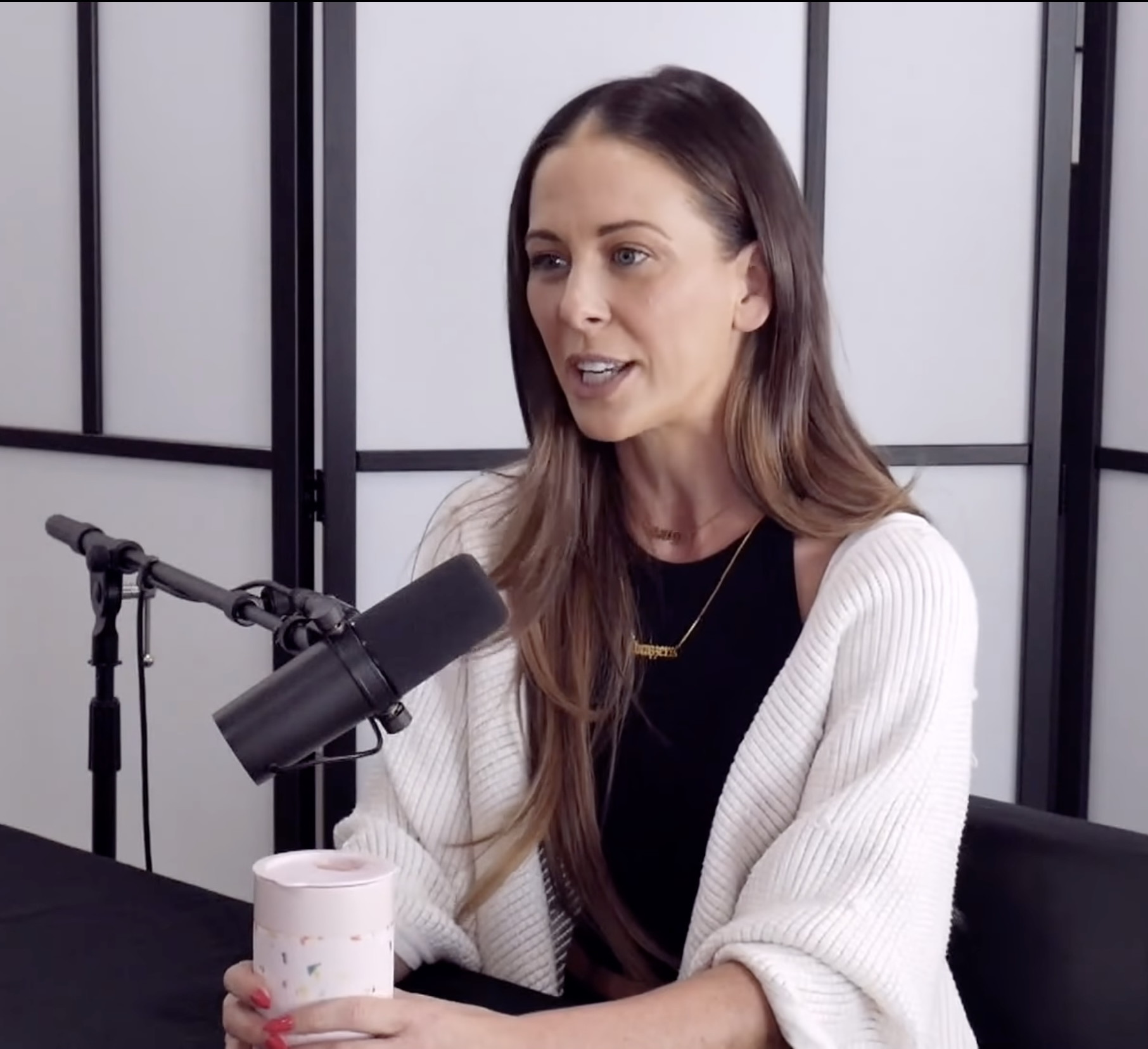
Cherie DeVille (2021)

 Cherie DeVille (* 30. August 1978 in Durham, North Carolina) ist eine US-amerikanische Pornodarstellerin.

## Leben
DeVille ist frankokanadischer Abstammung und wuchs in Washington, D.C. und Cape Cod auf. Sie war zunächst als Rettungsschwimmerin und später als Physiotherapeutin tätig, bevor sie sich dem Erotikmarkt zuwandte.
Cherie DeVille gab ihr Debüt in der Pornobranche 2012 im Alter von 34 Jahren. Seitdem hat sie in über 500 Filmen mitgespielt. Sie ist für ihre Darstellungen einer MILF oder Cougar in Filmen des gleichnamigen Genres bekannt. 2016 parodierte sie in ZZ Erection 2016, einer Pornofilmreihe von Brazzers zur amerikanischen Präsidentschaftswahl, in der Rolle von Hillary Clinton zusammen mit Charles Dera als Donald Trump die Kandidaten bei der Wahl.
Im November 2017 gab DeVille ihre Kandidatur für die US-Präsidentschaftswahl 2020 bekannt, wobei Coolio ihr Vizepräsidentschaftskandidat (running mate) war.

## Filmografie (Auswahl)
- 2011: Introduction to Pain 1 & 2
- 2011: My Birthday Experience
- 2012: Bad Girls in Uniform
- 2012: Forbidden Pearls
- 2012: Seduced By Mommy 3
- 2012–2020: Women Seeking Women 83, 85, 117, 131, 132, 171, 174
- 2013: America's Secret Sweetheart
- 2013: Big Tease
- 2013: Boat Masturbation
- 2013: Calling in a Cock
- 2013: Device Bondage
- 2013: Dr. Spankencock's Sexperiments
- 2013: Erotic Bath
- 2013: In Heat
- 2013: Little Polka Dot Bikini
- 2013: My Dad’s Hot Girlfriend
- 2013: Public Disgrace
- 2013: Stockings and Anal
- 2013: Xbox Fun
- 2014: Breakfast in Bed
- 2014: CFNM Secret 10
- 2014: Deep Pussy 2: The MILFs
- 2014: Dirty Rotten Mother Fuckers 7
- 2014: Interracial Icon 1
- 2014: MILFs Love It Harder 4
- 2014: MILFs Suck
- 2014–2021: Moms Bang Teens 8, 41
- 2015: The Art of Anal Sex 1
- 2015: MILF Massage
- 2015: Cougar Crush
- 2015: Kittens & Cougars 10
- 2016: Cheries First Live Show Sybian Experience
- 2016: Cherie Loves Her Toys
- 2016: Cuckold Sessions: Cherie DeVille
- 2016: It’s a Mommy Thing! 8
- 2016: Lex the Impaler 9
- 2016: Tonight's Girlfriend
- 2016: ZZ Erection 2016 (Webserie, 2 Folgen)
- 2016: MILF Performers of the Year 2016
- 2016: White Mommas 6
- 2017: Cherie
- 2017: MILF Private Fantasies
- 2017: Cherie DeVille: No Limits
- 2017: MILF Performers of the Year 2017
- 2017: Gangbanged 8
- 2017: Half His Age
- 2017: LeWood Gangbang: Battle Of The MILFs 2
- 2017: Cherie DeVille Is Evil
- 2017: Swallowed 2
- 2018: Meet the Fuckers
- 2018: MILF Performers of the Year 2018
- 2018–2020: Seduced By a Cougar 50, 53, 54, 59
- 2018–2020: Tonight’s Girlfriend 65, 86
- 2018–2021: My Friend’s Hot Mom 62, 82, 100
- 2019: Beauty Massage
- 2019: Future Darkly: The Complete Second Season
- 2019: Lesbian Cheating Wives
- 2019: Lesbian Floozy Fun
- 2019: Mother's Playdate
- 2019: My Mom is a Lesbian
- 2019: My Wife's Hot Friend 47
- 2019: Perverted MILFs Next Door
- 2019: Sexy Siesta
- 2019: Squirting 2: It's A Girlfriend's Thing
- 2019: The Service Of Venus
- 2019: Ultimate MILF Fantasies
- 2020: Dark Encounters
- 2020: J.O.I. Mom
- 2020: Fan Favorite: Hot Milfs
- 2020: Trashy Forbidden Taboos
- 2020: Got MILF?
- 2020: Moms In Control 14, 15
- 2020: I Kissed A MILF...& I Liked It
- 2020: I Just Love Girls
- 2020: Group Sex Is The Best Sex
- 2020: Naked Yoga Life
- 2020: Revenge Fucks
- 2020: Hustler's Best: Horny Moms
- 2020: My Hot Sexy Stepmom
- 2020: Evil Girls With Mormon Boys
- 2020: Big Tit Babes Out Of Control
- 2020: She's My Daddy
- 2020: Cougariffic
- 2020: James Deen's Sex Tapes: Real Hookups
- 2020: True Confessions Of A Porn Starlet 5
- 2020: Cougar Queen: A Tiger King Parody
- 2022: Booty Break
- 2022: Cherie DeVille and Francesca Le Swing
- 2022: Gimme a Ride Gimme Some Head
- 2022: Girl Knows
- 2023: Big Titty Milf-Off
- 2023: Cherie's Secret Invitation
- 2023: Do I Have to Cum in There
- 2023: Fetish
- 2023: Girls Will Be Girls
- 2023: Giving It All
- 2023: Hogtied
- 2023: If You Can't Beat 'em, Join 'em
- 2023: In Room Massage
- 2024: Girl Knows
- 2024: My Dad's Hot Girlfriend
- 2024: Stepmom's Secret Threesome
- 2024: Project X

## Auszeichnungen
- 2017: XRCO Award als MILF of the Year
- 2017: XBIZ Award als MILF Performer of the Year[2]
- 2018: AVN Award als MILF Performer of the Year[3]
- 2018: XRCO Award als MILF of the Year[4]
- 2019: AVN Award als MILF Performer of the Year[5]
- 2021: XBIZ Award als MILF Performer of the Year[6]
- 2021: AVN Award als MILF Performer of the Year[7]
- 2022: PornHub Awards als Top MILF Performer[8]
- 2023: PornHub Awards als Top MILF Performer[9]
- 2025: AVN Award als MILF Performer of the Year[10]
- 2025: AVN Award in der Kategorie Best Foursome/Orgy Scene (zusammen mit Angela White, Alexis Fawx, Monique Alexander, Luna Star, Ryan Reid, Gal Ritchie, Queenie Sateen, Kira Noir,  Kayley Gunner, Abigaiil Morris, Lily Lou, JMac, Manuel Ferrara, Mick Blue, Keiran Lee, Van Wylde, Alex Jones, Ricky Johnson, Scott Nails, Hollywood Cash & Isiah Maxwell in 20 For 20)[10]

sowie eine Vielzahl weiterer Nominierungen.